# Kreisgericht Heydekrug
Das Kreisgericht Heydekrug war ein preußisches Kreisgericht in der damaligen Provinz Preußen mit Sitz in der Kreisstadt Heydekrug.

## Geschichte
In Bezirk des Kreisgerichts Heydekrug bestanden bis 1849 das königliche Landgericht Heydekrug sowie viele Patrimonialgerichte.
1849 wurden in Preußen einheitlich Kreisgerichte geschaffen. Hierbei wurde die Patrimonialgerichtsbarkeit abgeschafft und die Patrimonialgerichte wurden aufgehoben. Auch die eingangs genannten Gerichte wurden aufgehoben und es entstand das Königliche Kreisgericht Heydekrug. Es war für den größten Teil des Landkreises Heydekrug zuständig.
Schwurgerichtssachen wurden beim Kreisgericht Tilsit verhandelt. Am Gericht waren 1870 ein Direktor und sieben Kreisrichter eingesetzt. 1870 betrug die Zahl der Gerichtseingesessenen 32.076. In Russ wurde eine Gerichtskommission eingerichtet. Gerichtstage wurden in Kinten gehalten.
Im Rahmen der Reichsjustizgesetze wurde das Gerichtswesen in Deutschland 1879 vereinheitlicht. Damit wurde das Kreisgericht Heydekrug aufgehoben und das königlich preußische Amtsgericht Heydekrug mit Wirkung zum 1. Oktober 1879 als eines von neun Amtsgerichten im Bezirk des Landgerichtes Tilsit als Nachfolger gebildet. In Russ entstand das Amtsgericht Russ.

## Richter
- Julius Schaper (Kreisgerichtsdirektor von 1866 bis 1869)